# Fondation pour la science polonaise
La Fondation pour la science polonaise (en polonais : Fundacja na rzecz Nauki Polskiej, abrégé en FNP) est une organisation indépendante sans but lucratif qui cherche à améliorer les opportunités de recherche en Pologne. 

## Objectifs
Créée en 1990, enregistrée en 1991, la mission de la Fondation est de fournir une assistance et un soutien à la communauté scientifique en Pologne. Pour cela, la Fondation pour la science polonaise soutient des groupes de recherche et des scientifiques individuels, grâce à des prix individuels, à des subventions et à des bourses accordées par la FNP, y compris le Prix de la Fondation pour la science polonaise. Ses actions visent à contribuer à la transformation de la science polonaise après 1989.

## Programmes
La Fondation offre des bourses et des subventions à des chercheurs exceptionnels à chaque étape de leur carrière, et quelle que soit la nationalité des candidats. Ces actions sont :
- Prix de la Fondation, aussi connu sous le nom de Prix Nobel polonais[1] ; c'est le prix scientifique le plus important de Pologne. Il est décerné dans quatre domaines : sciences de la terre, chimie et science des matériaux, mathématiques, physique et ingénierie, ainsi que sciences humaines et sciences sociales. Chaque lauréat reçoit 200 000 zł, ce qui correspond à environ 65 000 $.
- Le prix scientifique polono-américain[2], un pris commun entre la Fondation pour la science polonaise et l'Association américaine pour l'avancement des sciences.
- Le prix scientifique germano-polonais Copernicus, décerné conjointement par la FNP et la Fondation allemande pour la recherche.
- Le grand prix franco-polonais, décerné conjointement par la FNP et l'Académie des sciences.
- Homing Plus - un programme conçu pour encourager les scientifiques polonais ayant émigré à rentrer chez eux[3].
- Stypendia DÉBUT, bourse d'études

## Localisation
Le nouveau siège du FNP est situé à Wierzbno, dans un bâtiment qui a survécu à la Seconde Guerre mondiale. Le bâtiment a été récemment rénové et la façade est désormais recouverte de verdure. Ce « mur végétal » est le premier en Pologne et il contribue à intégrer le bâtiment dans l'environnement verdoyant